# Singener Wochenblatt
Das Singener Wochenblatt mit einer Auflage von rund 86.000 Exemplaren ist eine unabhängige, werbefinanzierte und kostenlose Wochenzeitung, die mittwochs im Landkreis Konstanz erscheint.
In vier Lokalredaktionen entstehen sechs Lokalausgaben in Singen, Rielasingen-Worblingen, Steißlingen und Volkertshausen, dem Hegau, Radolfzell mit Höri, Stockach mit Eigeltingen und Orsingen.
Am 29. Juli 1967 erschien die erste Ausgabe des heutigen "Singener Wochenblatts" unter dem Namen "Hegauanzeiger".
Das Singener Wochenblatt war 1987 eines der Gründungsmitglieder des BVDA (Bundesverband Deutscher Anzeigenblätter) und 1996 das erste deutsche Anzeigenblatt im Web. Zur Jahrtausendwende veröffentlichte der Verlag ein digitales und gedrucktes Geschichtswerk über den Landkreis Konstanz.
Im Jahr 2006 wurde aus dem Singener Wochenblatt heraus der Verein "Menschen helfen e.V." gegründet, der sich regional um Menschen in Not kümmert, denen keine Behörde oder Hilfsorganisation hilft und die durch das Netz der sozialen Sicherung fallen.

## Konzept
Der Verlagsgründer Hans-Joachim Frese hatte erkannt, dass 'kostenlose regionale Information und Werbung für alle' eine Marktlücke war und hat das Thema "lokale Identifikation" als Leitlinie verfolgt. Große Handelsunternehmen und bundesweite Werbeagenturen konnte er aber nur dann lokal als Kunden gewinnen, wenn er ihre Werbung großflächig transportierte.
Diese Unternehmen wollten nicht mit vielen, "kleinen" Zeitungen über Werbung verhandeln.
Hieraus entstand mit dem Anzeigenverbund "ABC-Südwest" eine Kooperation von Anzeigenblättern mit einer Gesamt-Auflage von über einer Million Exemplaren. Die Anzeigenerscheinung wird – anstatt bei mehreren Verlagen – bei einer zentralen Stelle abgewickelt. So wurde das "Wochenblatt" zum Zentrum für andere Wochenzeitungen in Süddeutschland (von Karlsruhe bis Freiburg und von Friedrichshafen bis Freudenstadt). Seit Hans-Joachim Freses Tod im Jahr 1998 wird der Verlag von seiner Tochter, Carmen Frese-Kroll, geführt.
Heute erscheinen im Verlag Singener Wochenblatt GmbH & Co. KG neben den wöchentlich acht Regionalausgaben auch regelmäßig weitere Print-Produkte, beispielsweise der halbjährlich erscheinende Freizeitratgeber "Wohin" oder lokale Einkaufsführer für Singen und Stockach. Auch Vereinszeitungen oder Festschriften werden hier bis zur Druckreife produziert, zum Beispiel die Narrenzeitung der Poppele-Zunft Singen. Mit der hauseigenen Kommunikationsagentur konzept + ist dem Verlag eine Full-Service-Werbeagentur angeschlossen.
Eine feste Redaktion informiert über regionale Ereignisse aus Politik, Kultur, Wirtschaft oder Vereinsleben.
Bei der Verhaftung der RAF-Terroristen Günter Sonnenberg und Verena Becker in Singen im Jahr 1977 machte das Singener Wochenblatt als einzige Zeitung in Deutschland Fotos vom Abtransport der Verletzten, die daraufhin bundesweit publiziert wurden.

## Verbreitung
Die Reichweite des Singener Wochenblatts liegt laut einer Leseranalyse aus dem Jahr 2013 bei einem Wert von 75,2 %.
(LpA = Leser pro Ausgabe). Das entspricht 115.978 Lesern.
Die neueste Leseranalyse von 2018 weist einen LpN-Wert (Leser pro Nummer) von 92,6 Prozent im Gebiet nur für die Printausgabe aus. (Zielpunkt Marketing GmbH)
Die digitale Reichweite ist IVW-geprüft und wird auf der Seite der IVW unter ivw.de ausgewiesen.